# University of Missouri System
Die University of Missouri ist ein Verbund staatlicher Forschungsuniversitäten im US-Bundesstaat Missouri, der aus den folgenden Universitäten an vier Standorten besteht:
- University of Missouri in Columbia (31.089)
- Missouri University of Science and Technology in Rolla (7.642)
- University of Missouri–Kansas City (16.147)
- University of Missouri–St. Louis (13.874)

In Klammern ist jeweils die Zahl der Studierenden im Herbst 2020 angegeben.
Alle vier Standorte haben die gleiche Bedeutung und die Diplome werden zentral durch die University of Missouri vergeben. Columbia ist der Hauptcampus für Vollzeit-Studien und Forschung, der Rolla-Campus wird hoch angesehen durch sein Ingenieur-Studiengänge und die Campus in Kansas City und St. Louis werden zu einem großen Teil von Teilzeitstudenten besucht. An jedem Campus werden Doktorgrade vergeben.
Die generische Bezeichnung University of Missouri wird aber meist auf den Columbia-Campus bezogen, insbesondere im Kontext des NCAA-Hochschulsports.
Im Herbst 2020 waren insgesamt 68.752 Studierende im Universitätsverbund eingeschrieben. Dieser hatte 17.695 Mitarbeiter, davon 5.119 wissenschaftliche Angestellte. Das Stiftungsvermögen hatte 2020 insgesamt einen Wert von 1,73 Milliarden US-Dollar.
Im Herbst 2005 waren insgesamt 63.200 Studenten am Universitätsverbund eingeschrieben. 16.300 Angestellte, davon 7.200 wissenschaftliche Mitarbeiter, wurden beschäftigt.

## Geschichte
Die University of Missouri wurde 1839 in Columbia gegründet. Es war die erste staatliche, höhere Lehranstalt westlich des Mississippi Rivers. 1870 hat die Universität die Missouri School of Mines and Metallurgy in Rolla errichtet. Das System wurde 1963 erweitert, als die University of Kansas City (die bis dahin eine private Hochschule war) erworben wurde und in UM-Kansas City umbenannt wurde. Im gleichen Jahr wurde auch ein neuer Campus errichtet für die UM-St. Louis. Die School of Mines wurde 1964 im UM-Rolla umbenannt.
Die Geschäftsräume des UM-Systems befinden sich in Columbia.